# 斯氏副獅子魚
斯氏副獅子鱼，为輻鰭魚綱鮋形目杜父魚亞目狮子鱼科的其中一種。分布於南冰洋南喬治亞島及雪特蘭群島南部海域，屬深海底棲性魚類，棲息深度在水深2119至2600公尺，體長可達19.5公分，生活習性不明。